# سی‌جی‌اس رنگامتی
سی‌جی‌اس رنگامتی (به انگلیسی: CGS Rangamati) یک کشتی است که طول آن ۲۲٫۹ متر (۷۵ فوت) می‌باشد.